# Protestantismo en Laos
El protestantismo en Laos es seguido por aproximadamente la mitad de la población cristiana del país, donde la población cristiana es de unas 150 000 personas. La mayoría de los protestantes en Laos son parte de la Iglesia Evangélica de Laos. Con alrededor de 300 congregaciones, el protestantismo ha crecido rápidamente durante la última década.

## Historia
Los primeros protestantes llegaron a Laos a principios del siglo XX. Sin embargo, ninguno se estableció firmemente hasta después de la independencia, y luego llegaron las denominaciones británica y estadounidense.

## Denominaciones
La Iglesia Evangélica de Laos es una de las iglesias del Movimiento de Santidad de Laos y tiene sucursales en la mayoría de las provincias. Otra denominación existente es la Iglesia Adventista del Séptimo Día, que fue fundada en el año 1973. Hay muchos grupos neo-protestantes en Laos con acciones misioneras más importantes que los grupos minoritarios, muchos de los cuales se niegan a participar en la sociedad cotidiana.  Los miembros de la Iglesia Adventista del Séptimo Día en Laos son principalmente chinos y meos. Según datos publicados a finales de junio de 2019, había cuatro iglesias y unos 1419 miembros.
La Mission Évangélique au Laos (MEL) es una de las denominaciones cristianas más grandes del país. MEL es una iglesia de los Hermanos Cristianos.

## Acusaciones
Según el gobierno de los Estados Unidos, ha habido casos en los que el gobierno de Laos ha tratado de hacer que los cristianos renuncien a su fe y ha cerrado iglesias cristianas en repetidas ocasiones. También dicen que hay dos presos religiosos en Laos, ambos miembros de la Iglesia Evangélica de Laos y que, en 2005, el gobierno cerró una iglesia en la provincia de Savannakhet. Las autoridades de Laos consideran que esto es una calumnia. Niegan haber cerrado iglesias y dicen que los cristianos encarcelados no están encarcelados por su religión, sino por otras razones.